# Embraer C-390 Millennium
Embraer C-390 Millennium (původně Embraer KC-390) je vojenský dvoumotorový transportní letoun střední velikosti vyvinutý brazilským leteckým výrobcem Embraer. Jde o nejtěžší letadlo, které tato společnost dosud postavila.
Práce na projektu začaly v Embraeru v polovině roku 2000, přičemž počáteční úsilí se soustředilo okolo koncepčního derivátu proudového letadla E190 podobné velikosti jako Lockheed C-130 Hercules. Společnost chtěla místo turbovrtulového pohonu použít čistě tryskový pohon. Podporu tomuto podniku poskytla jak brazilská vláda, tak brazilské letectvo; v květnu 2008 vláda do vývoje projektu investovala 800 milionů realů (440 milionů dolarů). 14. dubna 2009 Embraer obdržel kontrakt na dva prototypy v hodnotě 1,5 miliardy dolarů a na pařížském aerosalonu v roce 2011 Embraer oznámil plány vývoje prodloužené verze letadla jako civilního nákladní letadla. Okamžitě vzniklo partnerství s různými dalšími společnostmi v programu, včetně takových jako ENAER, OGMA a Boeing. Společný podnik s Boeingem byl oznámen v listopadu 2019, ale během šesti měsíců se rychle rozpadl. Mezi hlavní subdodavatele ve výrobě letadel patří Aero Vodochody, BAE Systems a Rockwell Collins.
3. února 2015 uskutečnil první ze dvou prototypů svůj první let a 4. září 2019 byl brazilskému letectvu dodán první sériový letoun KC-390. 18. listopadu 2019, během přehlídky v Dubaji, Embraer oznámil nový název letadla pro globální trh, C-390 Millennium (označení KC-390 zůstalo zachováno pro tankovací verzi). Bylo zajištěno několik exportních zákazníků pro C-390, včetně portugalského letectva, maďarského letectva a nizozemského královského letectva. S nosností 26 tun (57 000 lb) lze letadlo nakonfigurovat tak, aby provádělo různé konvenční operace jako přepravu vojsk, VIP a nákladní přepravu a specializovanější logistické operace, jako tankování za letu v roli tankeru. Užitečné zatížení činí až 26 t (57 000 lb), což představuje dva plné pásové obrněné transportéry M113, jedno obrněné vozidlo Boxer, vrtulník Sikorsky H-60, 74 plně vybavených nosítek s životními funkcemi, až 80 vojáků, popř. lze shodit 66 výsadkářů s plnou výzbrojí a nákladem až 42 000 lb (19 t).
Vojenská verze má posílenou schopnost přežití doplněním o výstražné systémy, světlice a klamné cíle, zálohou některých systémů i přímou ochranou částí lehkým pancířem.

## Vývoj

### Studie

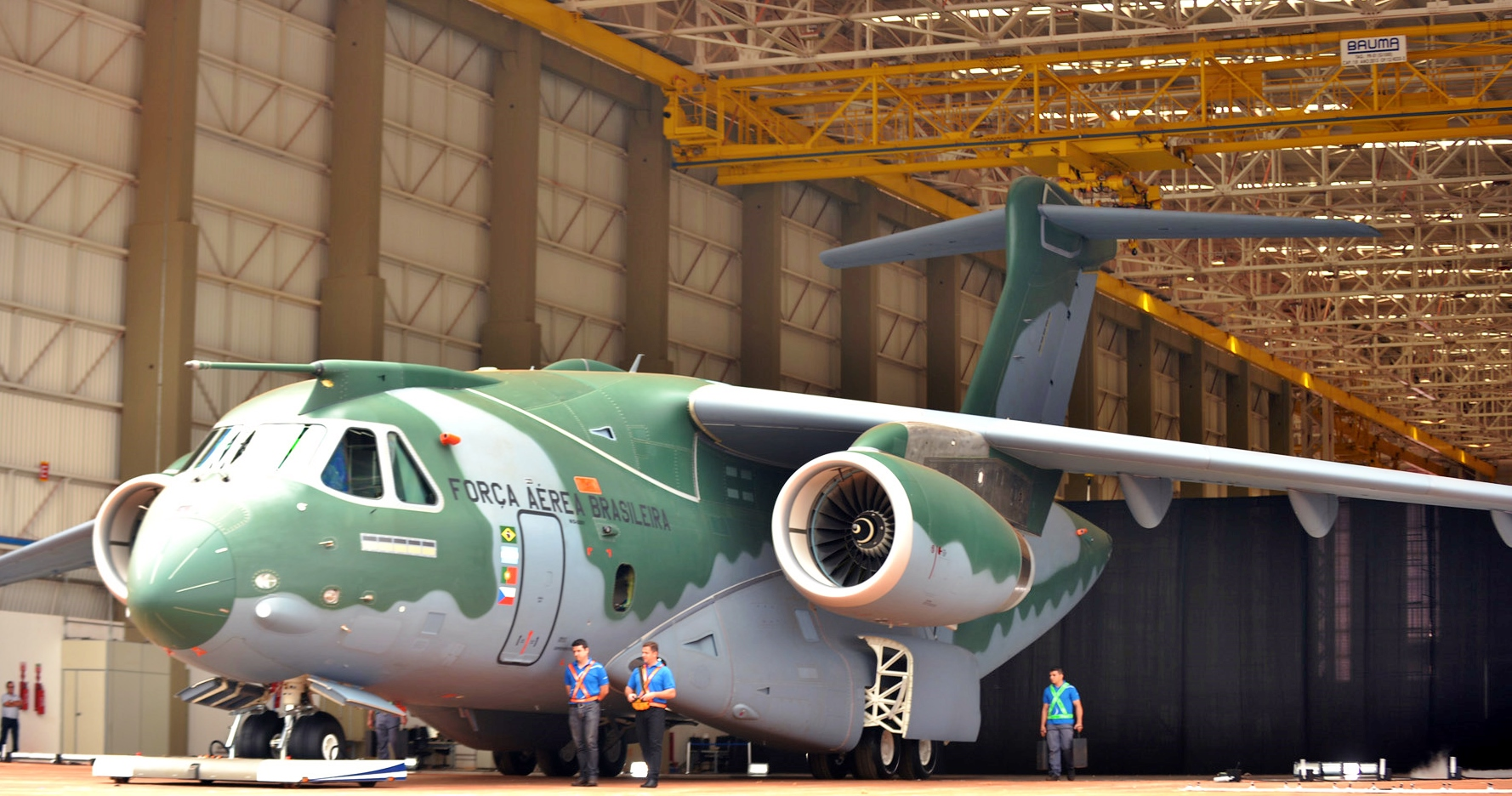
Slavnostní roll-out prvního prototypu KC-390 (PT-ZNF)

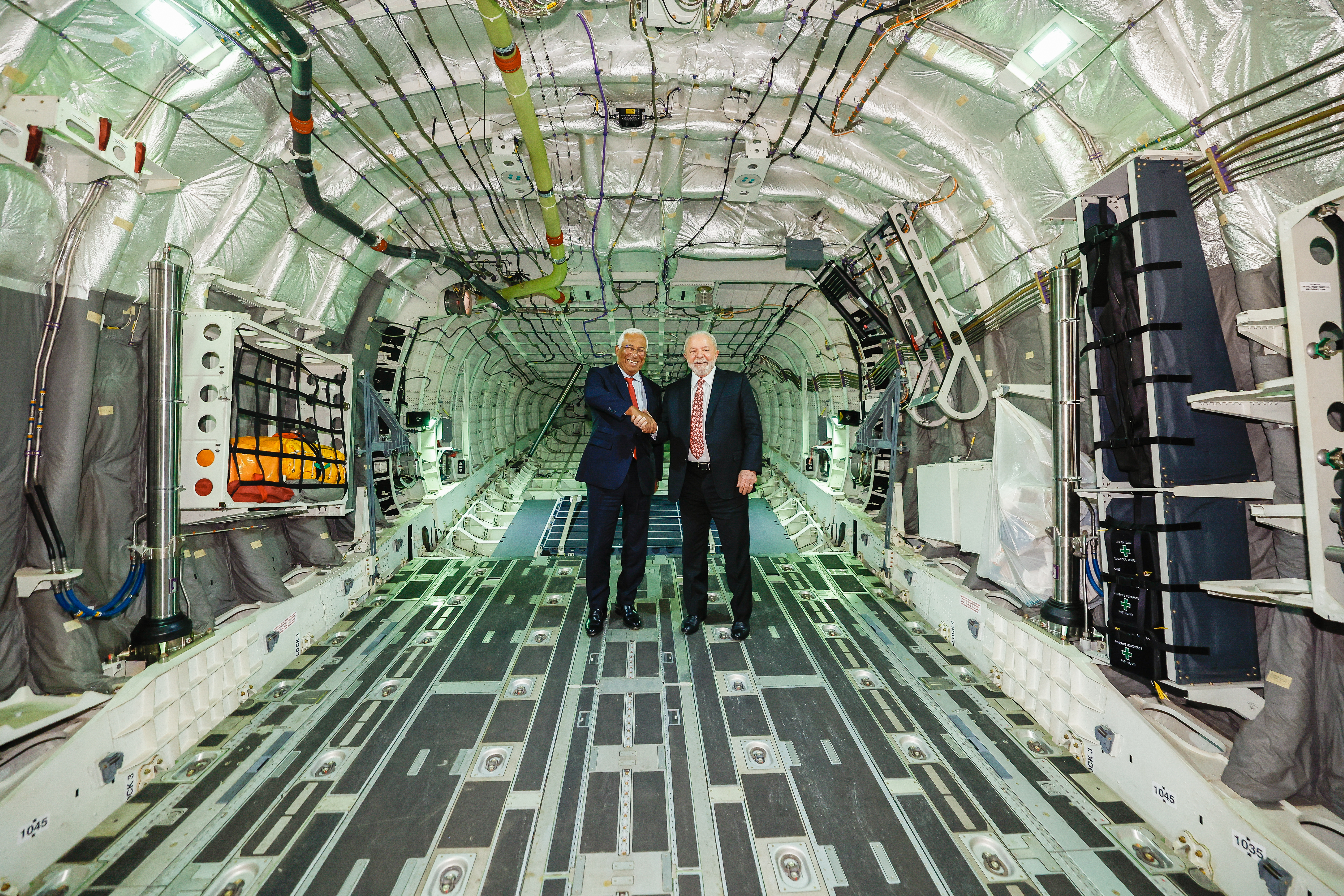
Nákladový prostor portugalského letounu KC-390 (26901)

Na počátku 21. století se brazilský výrobce letadel začal zajímat o vývoj vlastního středně velkého dopravního letadla; jeho počáteční konstrukční studie byla založena na hornoplošném derivátu stávajícího proudového letadla E190. V letech 2005 až 2007 zkoumala spárování křídla a motoru GE CF34 pokročilého Embraeru 190 (E190) s kabinou, která byla upravena tak, aby fungovala jako nákladový prostor, doplněná zadní rampou, systémem fly-by-wire a syntetickým viděním (SVS).
V roce 2006 společnost Embraer studovala návrh vojenského taktického transportního letounu podobné velikosti stroji Lockheed C-130 Hercules, který měl být poháněn proudovými motory o tahu 17 000–22 000 lbf (75,6–98 kN), jako jsou Pratt & Whitney PW6000 a Rolls-Royce BR715. V dubnu 2007 Embraer veřejně prohlásil, že studuje středně velký transportní letoun. Toto dopravní letadlo s firemním označením C-390 mělo obsahovat mnohá technologická řešení přítomná na řadě Embraer E-Jet a mělo zadní rampu pro nakládání a vykládání širokého spektra nákladu.
V březnu 2008 brazilská vláda plánovala investovat přibližně 60 milionů realů (ekvivalent 33 milionů dolarů) do počátečního vývoje letadla; brazilské letectvo současně dokončovalo počáteční kupní smlouvu na 22 až 30 letadel, zatímco Embraer vyjednával s možnými partnery o programu. O dva měsíce později brazilský kongres uvolnil 800 milionů realů (440 milionů dolarů), které mají být investovány do projektu a financovat vývoj letadla. Přibližně v té době média tvrdila, že letadlo bude provozovat nejen brazilské letectvo, ale také armáda a námořnictvo a že se pracuje na nepotvrzených prodejích jiným vládním agenturám.

### Program
První vzlet prototypu proběhl v roce 2015. První sériové stroje převezme brazilské letectvo. Kolumbie má zájem o 12 strojů. Argentina, Chile a Portugalsko mají zájem o šest strojů. Česká republika projevila zájem o dva letouny typu KC-390. Ve Spojených státech, Velké Británii a na Středním východě bude letoun KC-390 nabízen ve spolupráci s americkou firmou Boeing.
Na vývoji a výrobě letounu se podílí řada subdodavatelů, včetně české společnosti Aero Vodochody. Aero se podílí na vývoji a výrobě náběžné hrany křídla a dále na výrobě zadní části trupu, nákladní rampy a kabinových dveří.
V červenci 2019 výrobce oznámil, že prvním potvrzeným zahraničním uživatelem typu bude Portugalsko, které objednalo pět letounů jako náhradu za své C-130H Hercules.
Brazilské letectvo dne 4. září 2019 převzalo svůj první letoun KC-390 a pokračovalo pak v přípravách na zařazení tohoto typu do operační služby, které bylo oznámeno 10. dubna 2020. První dva stroje tak mohly být nasazeny k přepravě zdravotnického materiálu v souvislosti s pandemií covidu-19. Na začátku dubna 2023 dosáhly plné operační způsobilosti v brazilském letectvu.

## Uživatelé
Brazílie

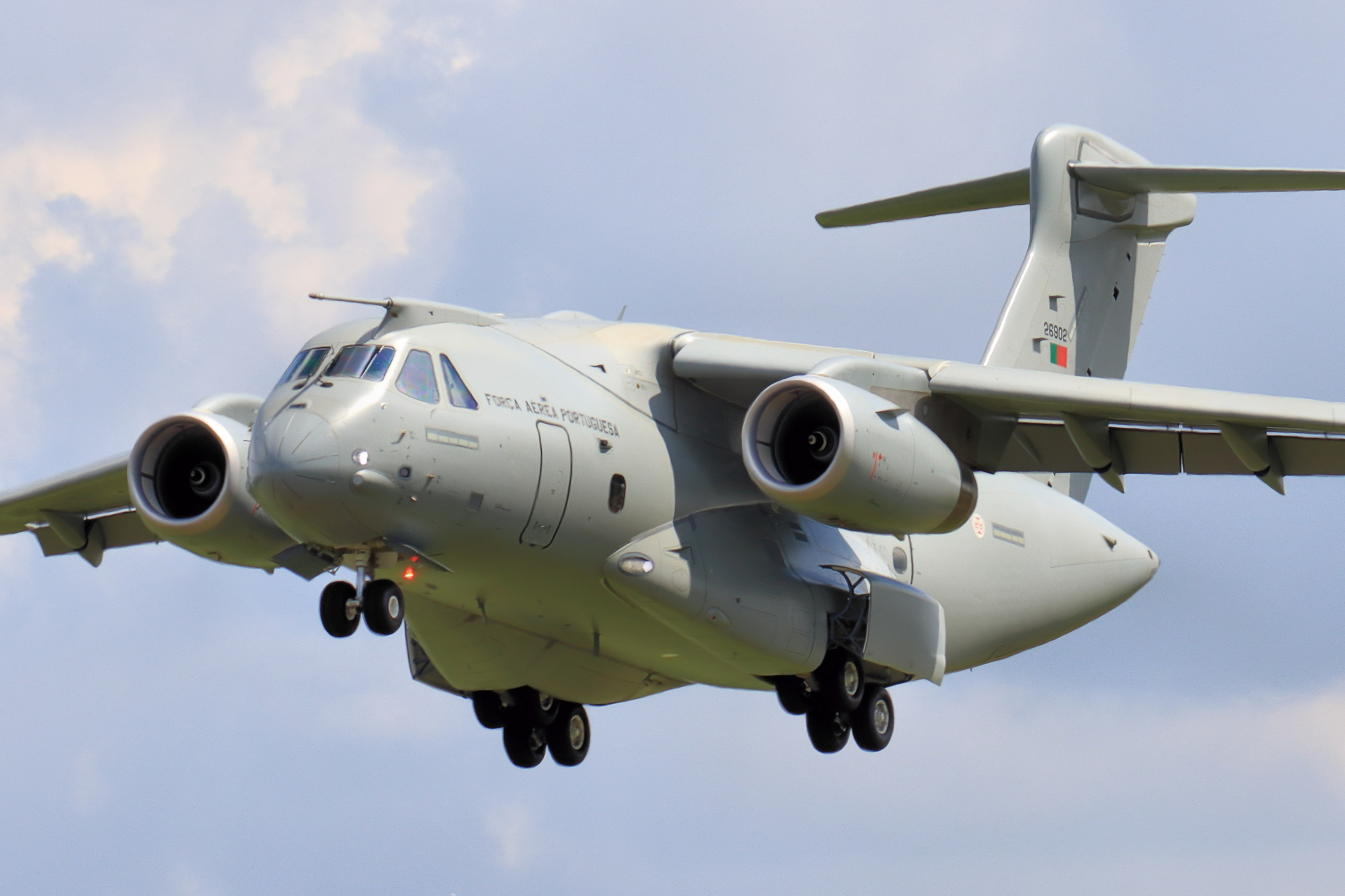
Portugalský KC-390

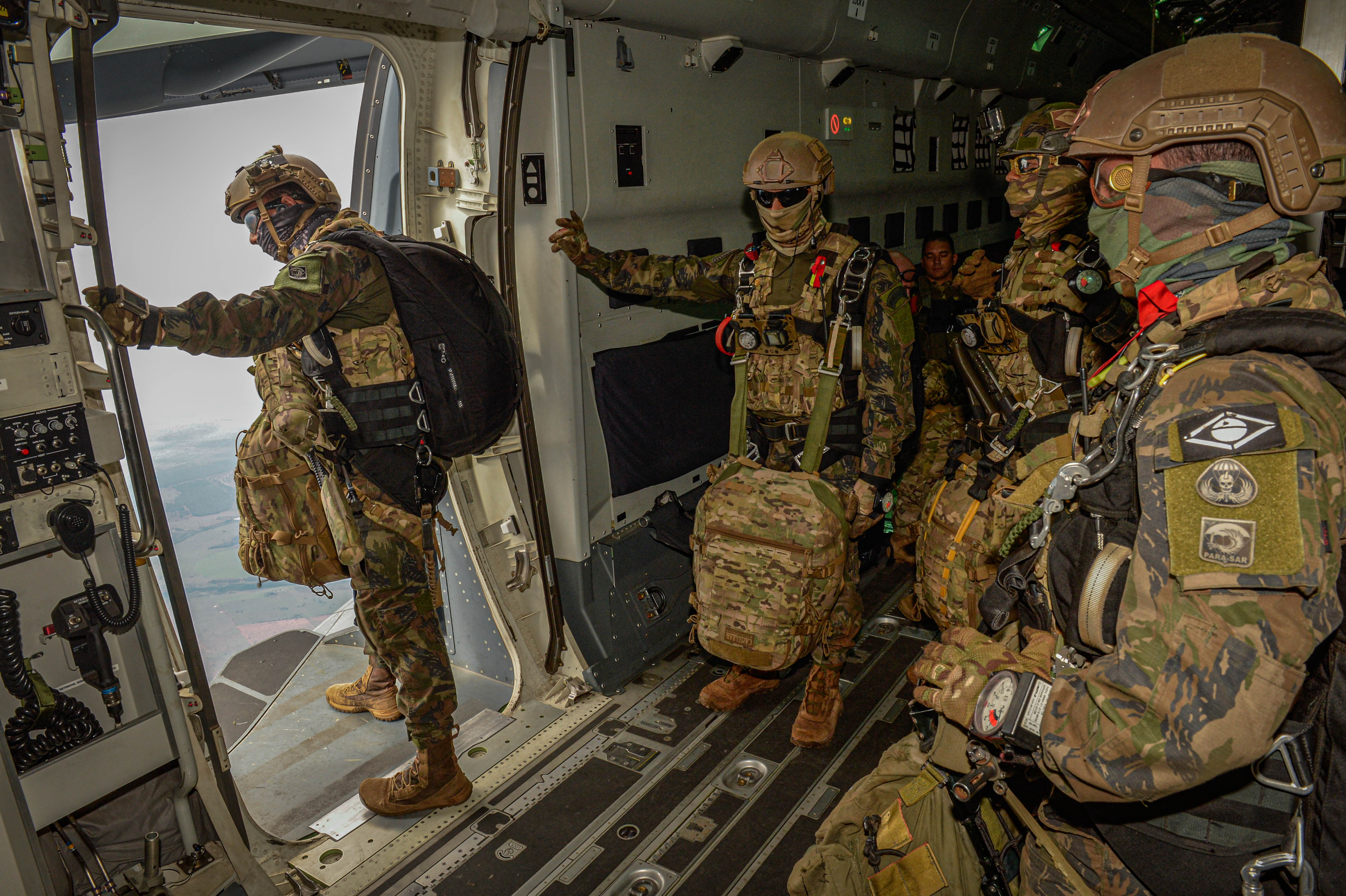
Speciální jednotky na palubě brazilského KC-390

- Brazilské letectvo objednalo 28 ks KC-390, k dvěma dosavadním prototypům, první dodávky v roce 2018.[26][27][28]

 Česko
- Vzdušné síly Armády České republiky: Česko vybralo letoun C-390 (s možností tankování za letu) v počtu 2 kusů pro doplnění transportní letky. V roce 2023 Ministerstvo obrany zahájilo jednání o potenciálním pořízení.[29] V říjnu 2024 byl kontrakt na dva letouny uzavřen.[30] V ceně je zahrnuto i další specializované vybavení.[31]

 Jižní Korea
- Letectvo Korejské republiky: V prosinci 2023 Jižní Korea vybrala blíže nespecifikovaný počet letounů C-390 jako nástupce strojů C-130 Hercules.[32]

 Maďarsko
- Maďarské letectvo: V listopadu 2020 objednány dva letouny.[33] První byl dodán 12. dubna 2024.[31]

 Nizozemsko
- Nizozemské královské letectvo: V červnu 2022 vybralo Nizozemsko letouny C-390M v počtu 5 kusů jako nástupce strojů C-130 Hercules.[34][35] Akvizice probíhá ve spolupráci s Rakouskem a Švédskem. Stroje těchto tří států jsou objednány v jednom balíku a ve stejné konfiguraci, což snižuje jejich cenu.[31]

 Portugalsko
- Portugalské letectvo: První zahraniční uživatel letounu. Vláda schválila nákup pěti vojenských letadel KC-390 s opcí na jeden další.[36] První letoun byl doručen v říjnu 2022.[37] V roce 2025 země provozovala dva. Poslední má být dodán roku 2027.[31]

 Rakousko
- Rakouské letectvo: V září 2023 vybralo Rakousko letouny C-390 v počtu 4 kusů jako nástupce strojů C-130 Hercules.[38] Zahájení dodávek je plánováno na rok 2026. Akvizice probíhá ve spolupráci s Nizozemskem a Švédskem.

 Švédsko
- Švédské letectvo: Na veletrhu LAAD Defence & Security 2025 v São Paulu podepsána objednávka na čtyři letouny C-390. Akvizice probíhá ve spolupráci s Nizozemskem a Rakouskem. C-390 ve Švédsku nahradí americké stroje C-130H Hercules (místní označení Tp 84), pocházející z let 1961–1981. Nákup nových letounů C-390 byl upřednostněn před variantou získání amerických C-130J Super Hercules z druhé ruky. Vliv na akvizici brazilských letounů měla i probíhající spolupráce v programu Saab JAS-39E/F Gripen.[31]

## Specifikace (KC-390)

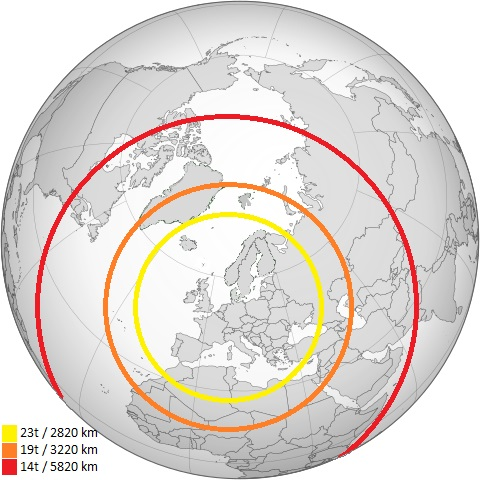
Přibližný operační rádius s různými užitečnými zatíženími.

### Technické údaje
- Posádka: 2  piloti a obsluha nákladu
- Kapacita: 80 cestujících / 74 nosítek / 66 parašutistů / 7 palet 463L
- Užitečné zatížení: 26,3 t (jeden kus v těžišti), 23 tuny - využitý nákladový prostor
- Délka: 35,2 m
- Rozpětí: 35,05 m
- Výška: 11,84 m
- Maximální vzletová hmotnost: 86 999 kg
- Kapacita paliva: 23 000 kg (50 700 lb), 35 000 kg (77,160 lb) s 3 příd. nádržemi
- Pohonná jednotka: 2× dvouproudový motor IAE V2500-E-5, každý o tahu 139,4 kN (31 330 lbf)

### Výkony
- Maximální rychlost: 988 km/h (614 mph, 533 kn)
- Cestovní rychlost:  870 km/h (540 mph, 470 kn) Mach 0,8
- Pádová rychlost: 193 km/h (120 mph, 104 kn) IAS
- Dolet: 5 820 km (3 610 mi, 3 140 nmi) se 14 000 kg (30 865 lb) nákladu
- Alt. dolet: 2 820 km (1 520 nmi) se 23 000 kg (51 000 lb) nákladu
- Alt. dolet2: 2 110 km (1 140 nmi) s 26 000 kg (57 320 lb) nákladu
- Přeletový dolet: 8 500 km (5 300 mi, 4 600 nmi) max. s příd. nádržemi; normálně 3 310 nmi, 6 130 km
- Dostup: 11 000 m
- Požadavky na VPD pro vzlet: (ve výšce 500 m n. m.) 1524 m (s 26 tunami nákladu), 1165 m (s 16 tunami nákladu)

### Výzbroj
- Závěsy: 3 ×